# 迎宾街道 (大同市)
迎宾街道是中华人民共和国山西省大同市平城区下辖的一个街道。

## 建置沿革
- 2021年3月，设立迎宾街道。以原向阳里街道的齿欣社区居委会，原新建南路街道的万城、迎宾路、永康路、北馨园、振兴街5个社区居委会，原振华南街街道的振华南院、永安里、明珠、绿园、和泰、宾西路北、惠民南院、方圆、惠民里9个社区居委会，原马军营乡的周家店村委会的行政区域为迎宾街道的行政区域。[2]
- 2021年6月9日，成立1个社区（华安），撤销宾西路北社区，将其管理服务区域划入永安里、振华南院等社区，将永康路社区名称变更为理想城社区、罗马城社区名称变更为方圆社区，同时按照人口和面积科学合理划分社区管理服务区域。[3]

## 行政区划
迎宾街道下辖齿欣、万城、迎宾路、永康路、北馨园、振兴街、振华南院、永安里、明珠、绿园、和泰、宾西路北、惠民南院、方圆、惠民里等社区居委会和周家店村委会。
2021年6月9日迎宾街道优化调整后设1个村（周家店村）15个社区（齿欣、万城、迎宾路、理想城、北馨园、振兴街、振华南院、永安里、明珠、绿园、和泰、惠民南院、方圆、惠民里、华安）。